# ابیدیا
ابیدیا در River Nile (state) در سودان است.